# 內政部警政署航空警察局
內政部警政署航空警察局（Aviation Police Bureau, APB），簡稱航警局或航空警察局，隸屬於中華民國內政部警政署，主要負責維護中華民國之航空運輸秩序、治安事務。

## 機關沿革
- 為因應民航事業發展的需要，民國59年成立「臺灣航空警察所」，隸屬於臺灣省警務處，為航空警察建制單位的創始。

- 民國67年，為配合中正國際機場（民國95年11月1日改名臺灣桃園國際機場）開航，裁撤「臺灣航空警察所」，成立「內政部警政署航空警察局」，隸屬於內政部警政署。

- 民國68年，局本部由臺北松山機場移駐臺灣桃園國際機場。

- 民國80年，局本部進駐新建行政大樓[2]。

## 組織

### 局本部
- 局長1人（警監）
  - 副局長2人（警正或警監）
  - 主任秘書1人（警正或警監）
  - 督察長1人（警正）
    - 科長5(1)人（警正）
    - 主任3人（警正）
    - 分局長2人（警正）
    - 大隊長3人（警正）
    - 秘書4人（警正）
    - 副分局長2人（警正）
    - 副大隊長6人（警正）
    - 股長22人（警正）
    - 隊長16人（警正）
    - 督察員5人（警正）
    - 警務正39人（警正）
    - 副隊長14人（由警正警務員、警正偵查員兼任）
    - 所長14人（由警正警務員、警正巡官或警正巡佐兼任）
    - 警備隊隊長2人（警佐或警正）
    - 分隊長48人（警佐或警正）
    - 科員43人（委任第五職等或薦任第六職等至第七職等）
    - 技士1人（委任第五職等或薦任第六職等至第七職等）
    - 偵查員28人（警佐或警正）
    - 警務員35人（警佐或警正）
    - 巡官54人（警佐或警正）
      - 小隊長124人（警佐或警正）
      - 警務佐24人（警佐或警正）
      - 巡佐56人（警佐或警正）
      - 偵查佐62人（警佐或警正）
      - 技佐4人（委任第四職等至第五職等）（內2人得列薦任第六職等）
      - 查驗員6人（委任第四職等至第五職等）（內3人得列薦任第六職等）
      - 警員1,361人（警佐）
      - 辦事員28人（委任第三職等至第五職等）
      - 書記35人（委任第一職等至第三職等）

業務單位
- 行政科
- 國際科
- 航空保安科
- 後勤科
- 督訓科
- 保防科
- 人事室
- 主計室
- 勤務指揮中心

### 各機場航警單位

#### 大隊
- 刑事警察大隊
  - 偵查股、預防股
  - 偵一隊、偵二隊、偵三隊
- 保安警察大隊
  - 行政股、督練股
  - 第一隊、第二隊、第三隊
- 安全檢查大隊
  - 行政股、督練股
  - 第一隊、第二隊、第三隊、第四隊、第五隊、第六隊

#### 分局
- 臺北分局（臺北松山機場）

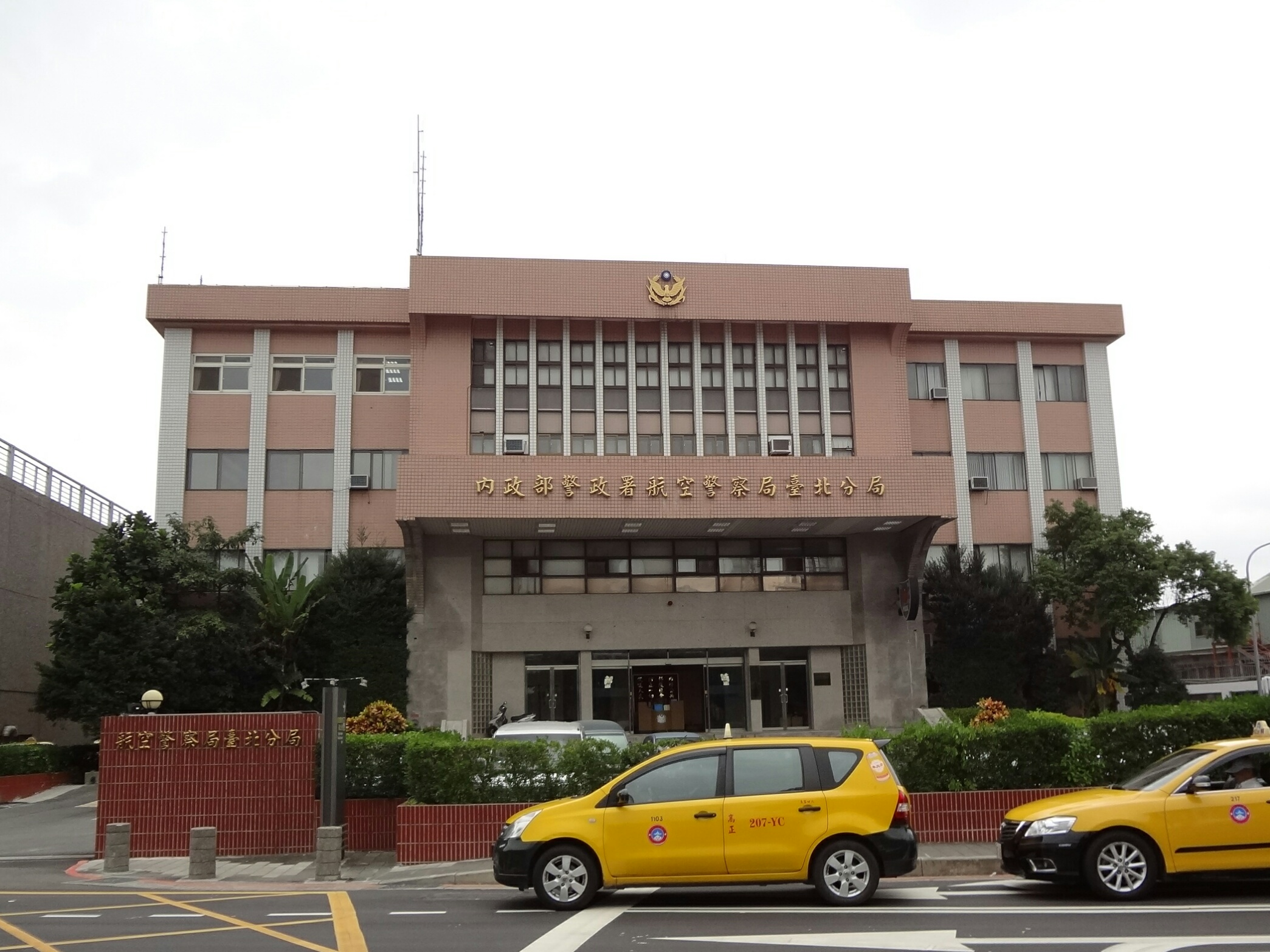
航空警察局臺北分局

  - 第一股、第二股、第三股、第四股、勤務指揮中心
  - 警備隊、安檢隊、偵查隊
  - 花蓮分駐所（花蓮機場）
  - 臺東分駐所（臺東機場）
  - 金門分駐所（金門機場）
  - 綠島分駐所（綠島機場）
  - 南竿分駐所（馬祖南竿機場）
  - 蘭嶼派出所（蘭嶼機場）
  - 北竿派出所（馬祖北竿機場）
- 高雄分局（高雄小港機場）
  - 第一股、第二股、第三股、第四股、勤務指揮中心
  - 警備隊、安檢隊、偵查隊
  - 臺中分駐所（臺中清泉崗機場）
  - 嘉義分駐所（嘉義機場）
  - 臺南分駐所（臺南機場）
  - 馬公分駐所（澎湖機場）
  - 望安派出所（望安機場）
  - 七美派出所（七美航空站）
  - 恆春派出所（恆春機場）

## 現任機關首長
| 職稱     | 姓名   | 佩階     | 警察學歷/期別                | 主要經歷               |
| -------- | ------ | -------- | ---------------------------- | ---------------------- |
| 局長     | 趙瑞華 | 三線三星 | 中央警察大學水上警察學系30期 | 台東縣警察局局長       |
| 副局長   | 翁群能 | 三線二星 | 中央警察大學刑事警察學系51期 | 基隆市警察局局長       |
| 副局長   | 陳錦文 | 三線二星 | 中央警察大學交通警察學系51期 | 金門縣警察局局長       |
| 主任秘書 | 陳昭甫 | 三線二星 | 中央警察大學交通警察學系56期 | 臺北市政府警察局警政監 |

## 歷任局長
| 任別 | 姓名   | 任期                          | 備註 |  |
| ---- | ------ | ----------------------------- | --- |  |
| 1    | 裴 震  | 1980年7月2日－1986年5月1日    | |  |
| 2    | 孟昭熙 | 1986年5月1日－1989年2月1日    | 中央警官學校正科15期 原任臺北市政府警察局副局長 屆齡退休                                                         |  |
| 3    | 吳育德 | 1989年2月1日－1993年2月1日    | |  |
| 4    | 曾淇水 | 1993年2月1日－1995年4月10日   | |  |
| 5    | 張連生 | 1995年4月10日－1997年1月16日  | 原任保安警察第二總隊總隊長                                                                                       |  |
| 6    | 朱拯民 | 1997年1月16日－1999年1月16日  | 中央警官學校正科28期 原任臺灣省保安警察總隊總隊長 後任內政部警政署主任秘書                                       |  |
| 7    | 張四良 | 1999年1月16日－2003年6月30日  | 中央警官學校正科30期 原任保安警察第三總隊總隊長 後任內政部警政署署長                                             |  |
| 8    | 吳振吉 | 2003年6月30日－2004年8月26日  | 中央警官學校正科43期 原任基隆市警察局局長 後任內政部警政署入出境管理局局長                                       |  |
| 9    | 陳瑞添 | 2004年8月26日－2005年4月29日  | 中央警官學校正科33期 原任內政部警政署專門委員 因中正國際機場爆發流血衝突，處置不當下台，改任內政部警政署專門委員 |  |
| 10   | 陳子敬 | 2005年4月29日－2006年3月31日  | 中央警官學校正科38期 原任內政部警政署主任秘書 後任國道公路警察局局長、臺南市政府警察局局長，現任臺中市副市長     |  |
| 11   | 郭嘉助 | 2006年3月31日－2008年1月15日  | 中央警官學校正科33期 原任內政部警政署督察室主任 屆齡退休                                                         |  |
| 12   | 伊永仁 | 2008年2月18日－2008年8月14日  | 中央警官學校正科36期 原任內政部警政署主任秘書 後任內政部警政署副署長                                             |  |
| 13   | 刁建生 | 2008年10月3日－2010年12月24日 | 中央警官學校正科40期 原任臺中縣警察局局長 後任臺中市政府警察局局長                                               |  |
| 14   | 黃富生 | 2010年12月25日－2013年8月30日 | 中央警官學校正科39期 原任內政部警政署警政委員 後任內政部警政署警政委員                                           |  |
| 15   | 王 隆  | 2013年8月30日－2015年2月10日  | 中央警官學校正科39期 原任鐵路警察局局長 後任國道公路警察局局長                                                   |  |
| 16   | 黃宗仁 | 2015年2月11日－2015年7月15日  | 中央警官學校正科45期 原任內政部警政署警政委員 後任內政部警政署副署長                                             |  |
| 17   | 衛悌琨 | 2015年7月16日－2017年7月23日  | 中央警官學校正科41期 原任內政部警政署督察室主任 後任內政部警政署副署長                                           |  |
| 18   | 黃榮清 | 2017年7月23日－2018年1月8日   | 中央警官學校正科42期 原任保安警察第一總隊總隊長 任內因胰臟癌病逝，享壽64歲                                       |  |
| 19   | 陳檡文 | 2018年1月24日－2019年3月11日  | 中央警官學校正科45期 原任內政部警政署警政委員 後任新北市政府警察局局長                                           |  |
| 20   | 黃嘉祿 | 2019年3月11日－2020年9月24日  | 中央警官學校正科44期 原任內政部警政署警政委員 後任內政部警政署副署長                                             |  |
| 21   | 林順家 | 2020年9月25日－2021年8月23日  | 中央警官學校正科45期 原任內政部警政署主任秘書 後任內政部警政署副署長                                             |  |
| 22   | 鄭明忠 | 2021年8月24日－2023年1月15日  | 中央警官學校正科45期 原任內政部警政署主任秘書 後任內政部警政署副署長                                             |  |
| 23   | 邱文亮 | 2023年1月16日－2024年1月15日  | 中央警官學校正科48期 原任保四總隊長                                                                              |  |
| 24   | 廖恆裕 | 2024年1月16                   | 中央警官學校正科50期 內政部警政署主任秘書                                                                        |  |
| 25   | 趙瑞華 | 2025年8月1日（現任）          | 中央警察大學水上警察學系第30期 台東縣警察局局長                                                                  |  |

## 外部連結
- 內政部警政署航空警察局 （页面存档备份，存于）
- 內政部警政署航空警察局的Facebook專頁
- YouTube上的內政部警政署航空警察局影音頻道頻道